# Bobby Engram
Bobby Engram, pseudonimo di Simon J. Engram III (Camden, 7 gennaio 1973), è un ex giocatore di football americano e allenatore di football americano statunitense che ha militato nel ruolo di wide receiver nella National Football League (NFL) e dal 2023 allena i wide receiver dei Washington Commanders. Fu scelto nel corso del secondo giro del Draft NFL 1996 dai Chicago Bears. Al college ha giocato a football alla Pennsylvania State University.

## Carriera

### Chicago Bears
Engram fu scelto nel corso del secondo giro del Draft 1996, 52º assoluto, dai Chicago Bears. Nella sua stagione da rookie, Bobby ricevette 33 passaggi per 389 yard, segnando 6 touchdown. Engram trascorse cinque stagioni coi Bears.

### Seattle Seahawks
Engram firmò con i Seattle Seahawks prima della stagione 2001. Rimase con la squadra per stagioni, superando il muro delle mille yard stagionali nel 2007 (94 ricezioni, 1.147 yard), in quella che fu la miglior stagione a livello statistico della carriera.
Malgrado l'essere partito come titolare solo in 67 delle 109 gare disputate a Seattle, Engram è al quinto posto nella storia della franchigia per ricezioni (399) e quarto in yard ricevute (4.859). Le sue 94 ricezioni nel 2007 sono il record stagionale dei Seahawks (pareggiato da Doug Baldwin nel 2016), mentre guidò la squadra in ricezioni anche nel 2005, la stagione in cui Seattle raggiunse il primo Super Bowl della sua storia.
Engram fu inserito nella formazione ideale del 35º anniversario dei Seahawks nel maggio 2011.

### Kansas City Chiefs
Engram passò ai Kansas City Chiefs nel 2009, ma disputò solo cinque partite con la squadra.

### Cleveland Browns
Engram firmò con i Cleveland Browns nella pre-stagione 2010, ma non riuscì ad entrare nei 53 uomini dell'inizio della stagione regolare. Decise così di ritirarsi e di passare, nel ruolo di assistente allenatore, ai San Francisco 49ers.

## Palmarès

### Franchigia
- National Football Conference Championship: 1

Seattle Seahawks: 2005

### Individuale
- Formazione ideale del 35º anniversario dei Seahawks
- 50 migliori giocatori del 50º anniversario dei Seahawks
- Steve Largent Award (2007)
- Fred Biletnikoff Award (1994)
- (3) All-American